# Tmarus vexillifer
Tmarus vexillifer is een spinnensoort in de taxonomische indeling van de krabspinnen (Thomisidae).
Het dier behoort tot het geslacht Tmarus. De wetenschappelijke naam van de soort werd voor het eerst geldig gepubliceerd in 1876 door Arthur Gardiner Butler.